# Slušovice
Slušovice (in tedesco Sluschowitz) è una città della Repubblica Ceca facente parte del distretto di Zlín, nella regione di Zlín.